# Chlorizeina unicolor
Chlorizeina unicolor är en insektsart som beskrevs av Brunner von Wattenwyl 1893. Chlorizeina unicolor ingår i släktet Chlorizeina och familjen Pyrgomorphidae.

## Underarter
Arten delas in i följande underarter:
- C. u. roonwali
- C. u. unicolor